# Brachymenium immarginatum
Brachymenium immarginatum là một loài rêu trong họ Bryaceae. Loài này được C. Gao & G.C. Zhang mô tả khoa học đầu tiên năm 1979.